# Рудник Кукні
Рудник Кукні (Kookynie) – гірничодобувний майданчик на заході Австралії. 
Золото в районі Куні виявили в 1895 році, після чого для його розробки створили компанію Cosmopolitan Proprietary. Роботи велись підземним способом, при цьому відомо про існування семи шахтних стовбурів (втім, біля 1 тисячі тонн руди вилучили з невеликого кар’єру). 
В 1908-му компанія закрила рудник, після чого до 1922-го родовище допрацьовувалось стартельським методом.
Станом на 1904 рік накопичений видобуток копальні досягнув 168 тисяч тонн руди, що дозволило отримати 7,9 тонни золота. На момент завершення розробки в 1922 році останній показник досягнув 10,3 тонни золота.
Також відомо, що в 1950 році в Кукні ввели в дію обладнання для переробки відвалів, обсяг яких становив 250 тисяч тонн породи.